# Extreme waarde (kansrekening)
In de kansrekening en de statistiek is een extreme waarde het maximum of het minimum in een aselecte steekproef. In de theorie over extreme waarden bestudeert men de mogelijke verdeling van de extreme waarden. Deze theorie heeft haar oorsprong in het werk van de Duitse wiskundige Emil Julius Gumbel die de Gumbel-verdeling beschreef in de jaren vijftig.
Centraal in de theorie staat het resultaat dat onder bepaalde voorwaarden als limietverdeling voor een extreme waarde slechts drie verdelingen mogelijk zijn, onafhankelijk van de oorspronkelijke verdeling in de steekproef.
De theorie wordt vooral toegepast in situaties waarin "extreme" gevallen erg belangrijk zijn, zoals bij rampen en calamiteiten. Voor bijvoorbeeld de hoogte van een dijk is het gemiddelde hoogwater niet zo relevant; de kans op een extreem hoge waterstand is bepalend voor de veiligheid van de dijk.

## Maximum
De verdeling van het maximum {\displaystyle Max} in een aselecte steekproef {\displaystyle X_{1},\ldots ,X_{n}} wordt gegeven door de verdelingsfunctie: 
{\displaystyle F_{Max}(x)=P(Max\leq x)=P(X_{1}\leq x,\ldots ,X_{n}\leq x)}
Omdat de steekproef bestaat uit onderling onafhankelijke en gelijkverdeelde stochastische variabelen, volgt:
{\displaystyle F_{Max}(x)=P(X_{1}\leq x)\cdots P(X_{n}\leq x)=\left(F_{X}(x)\right)^{n}}
Daarin is {\displaystyle F_{X}} de verdelingsfunctie van elk der afzonderlijke variabelen

## Minimum
De verdeling van het minimum {\displaystyle Min} in een aselecte steekproef {\displaystyle X_{1},\ldots ,X_{n}} wordt gegeven door de verdelingsfunctie: 
{\displaystyle F_{Min}(x)=P(Min\leq x)=1-P(Min>x)}
Omdat de steekproef bestaat uit onafhankelijke en gelijkverdeelde stochastische variabelen, volgt:
{\displaystyle F_{Min}(x)=1-P(X_{1}>x)\cdots P(X_{n}>x)=1-\left(1-F_{X}(x)\right)^{n}}
Daarin is {\displaystyle F_{X}} weer de verdelingsfunctie van elk der afzonderlijke variabelen

## Stelling van Fisher–Tippet–Gnedenko
Deze stelling, van de hand van Gnedenko (1948), met voorgaande versies van Fisher en Tippett in 1928 en van Fréchet in 1927, is de belangrijkste limietstelling in de theorie van extreme waarden. De stelling zegt dat de asymptotische verdeling van het maximum, mits niet ontaard, na hernormering slechts tot een van drie klassen kan behoren, en wel tot de Gumbel-verdeling, de Fréchet-verdeling of de Weibull-verdeling.
De stelling speelt een soortgelijke rol als de centrale limietstelling voor steekproefgemiddelden. 

### Stelling
Zij {\displaystyle M_{n}} het maximum van {\displaystyle n} onafhankelijke, gelijkverdeelde stochastische variabelen {\displaystyle X_{1},\ldots ,X_{n}.} Als er een rij van paren reële getallen {\displaystyle (a_{n},b_{n})} bestaat met {\displaystyle a_{n}>0} en zo, dat
{\displaystyle \lim _{n\to \infty }P\left({\frac {M_{n}-b_{n}}{a_{n}}}\leq x\right)=F(x)}
en {\displaystyle F} is niet ontaard, dan is {\displaystyle F} de verdelingsfunctie van de Gumbel-, de Fréchet- of de Weibull-verdeling.
Gumbel-verdeling: 
{\displaystyle F(x)=\exp \left\{-\exp \left(-\left({\frac {x-b}{a}}\right)\right)\right\}{\text{ voor }}x\in \mathbb {R} ,}
als de verdeling van {\displaystyle M_{n}} een exponentiële staart heeft (type 1).
Fréchet-verdeling: 
{\displaystyle F(x)={\begin{cases}\exp \left\{-\left({\frac {x-b}{a}}\right)^{-\alpha }\right\}&x>b\\0&x\leq b\end{cases}},}
als de verdeling van {\displaystyle M_{n}} een zware staart heeft met inbegrip van polynomiaal verval (type 2).
Weibull-verdeling: 
{\displaystyle F(x)={\begin{cases}\exp \left\{-\left(-\left({\frac {x-b}{a}}\right)\right)^{\alpha }\right\}&x<b\\1&x\geq b\end{cases}}}
als de verdeling van {\displaystyle M_{n}} een lichte staart met eindige bovengrens heeft (type 3).
In alle gevallen is {\displaystyle \alpha >0}.

## Toepassingen
De theorie van extreme waarde wordt toegepast om voorspellingen te doen over de waarschijnlijkheid van:
- Extreme weersomstandigheden zoals overstromingen, hittegolven
- Grote verzekeringsverliezen
- Risico's van aandelenportefeuilles
- Dagelijkse marktwerkingen
- De hoogte van monstergolven
- Grote gevallen van mutaties tijdens evolutie
- Bepalen van maxima en minima in inkomensverdelingen